# Seznam štajerskih vladarjev
Seznam štajerskih vladarjev zajema vse grofe in vojvode, ki so imeli vodilno oblast na Štajerskem.

## Karantanska marka
Leta 976 je cesar Oton II. od Vojvodine Bavarske ločil vojvodino Koroško, ki je vsebovala več mark (mejnih grofij), med drugimi tudi Karantansko oz. Štajersko marko.
| Slika           | Grb          | Ime                 | Vladavina          | Zakonec                | Opombe |
| Eppenštajnci    | Eppenštajnci | Eppenštajnci        | Eppenštajnci       | Eppenštajnci           | Eppenštajnci |
| --------------- | ------------ | ------------------- | ------------------ | ---------------------- | --- |
|                 |              | Markvard III.       | ok. 976 - ok. 1000 | Hademunda Ebesberška   | |
|                 |              | Adalbero            | ok. 1000 - 1035    | Beatrica Švabska       | Markvardov sin, leta 1035 zaradi obtožbe veleizdaje proti cesarju Konradu II.odstavljen in izgnan.                                                                                         |
| Welško-Lambaški |              |                     |                    |                        | |
|                 |              | Arnold              | 1035 - 1055        | Regilla Verdunska      | Marko prejme po odstavitvi Adalbera. |
|                 |              | Gottfried Pittenski | 1042 - 1050        | Neznano                | Arnoldov sin, sovladal z očetom. |
| Otokarji        |              |                     |                    |                        | |
|                 |              | Otokar I.           | 1056 - 1075        | Vilibirga Eppenšajnska | / |
|                 |              | Adalbero            | 1075 do 1082       | Neznano                | Sin Otokarja I. Zaradi podpore cesarja Henrika IV. v investiturnem boju je leta 1082 prisiljen odstopiti v korist svojemu mlajšemu bratu Otokarju II., ki je podpiral papeža Gregorja VII. |
|                 |              | Otokar II.          | 1082 do 1122       | Elizabeta Avstrijska   | Adalberov mlajši brat. |
|                 |              | Leopold             | 1122 do 1129       | Sofija Bavarska        | Sin Otokarja II. |
|                 |              | Otokar III.         | 1129 do 1164       | Kunigunda Vohburška    | Leopoldov sin. |
|                 |              | Otokar IV.          | 1164 do 1180       | Neznano                | Sin Otokarja III. Ob povzdigu Štajerske v vojvodino leta 1180 postane prvi štajerski vojvoda.                                                                                              |

## Vojvodina Štajerska
Po padcu bavarskega vojvode Henrika Leva jo cesar Friderik I. Barbarossa leta 1180 povzdigne v vojvodino, tj. sosednji Koroški in Bavarski enakopraven rang. Štajerska se kot vojvodina ohrani vse do konca prve svetovne vojne, ko je razdeljena med novima državama Nemško Avstrijo in državo SHS. 
| Slika | Grb      | Ime                     | Vladavina                            | Zakonec | Opombe |
| Otokarji | Otokarji | Otokarji                | Otokarji                             | Otokarji | Otokarji |
| --- | -------- | ----------------------- | ------------------------------------ | --- | --- |
| |          | Otokar IV.              | 1180 - 1192                          | Neznano | Zaradi okužbe z gobavostjo na križarskem pohodu ni zmožen imeti potomcev zaradi česar Štajersko zapusti Babenberžanom. |
| Babenberžani |          |                         |                                      | | |
| |          | Leopold V.              | 1192 - 1194                          | Helena Ogrska | Štajersko prejme po dednem dogovoru z Otokarjem IV. |
| |          | Leopold VI.             | 1194 - 1230                          | Žena | Sin Leopolda V. |
| |          | Friderik II. Avstrijski | 1230 - 1246                          | Žena | Sin Leopolda VI. |
| Přemyslidi |          |                         |                                      | | |
| |          | Otokar II. Přemysl      | 1251/60 - 1276                       | Margareta Avstrijska (por. 1252, raz. pred 1261) Kunigunda Slavonska (por. 1261)                                                      | Hkrati tudi češki kralj, vojvoda Avstrije in Koroške ter mejni grof Kranjske. Oblast nad Štajersko si je zagotovil v boju za Babenberško dediščino, leta 1276 pa ga je odstavil Rudolf I. Habsburški. Vladavino sta izpodbijala Béla IV. Ogrski in njegov sin Štefan V. |
| Árpádovci (protikralji)                                                                                           |          |                         |                                      | | |
| |          | Béla IV.                | 1254 - 1258                          | Maria Laskarina | .Ogrski kralj, protikralj Otokarju II. |
| |          | Štefan V.               | 1258 - 1260                          | Elizabeta Kumanska | Sin Béle III. ter protikralj Otokarju II. |
| Habsburžani |          |                         |                                      | | |
| |          | Rudolf I.               | 1276 - 1286                          | Gertruda Hohenberška (por. 1251, † 1281) Izabela Burgundska (por. 1284)                                                               | Hkrati tudi nemški kralj, prvi habsburški vladar Štajerske. |
| |          | Albreht I.              | 1282 - 1308                          | Elizabeta Koroška (por. 1274) | Sin Rudolfa I., sovladal je z bratom Rudolfom II. ter sinom Rudolfom III. |
| |          | Rudolf II.              | 1282 - 1283                          | Neža Češka (por. 1289) | Brat Albrehta I., s slednjim tudi sovladal. |
| |          | Rudolf III.             | 1298 - 1307                          | Blanka Francoska (por. 1300, † 1305) Elizabeta Richeza Poljska (por. 1306)                                                            | Sin Albrehta I., s slednjim tudi sovladal. |
| |          | Friderik Lepi           | 1308 - 1330                          | Izabela Aragonska (por. 1315) | Sin Albrehta I., sovladal je z bratom Leopoldom I. |
| |          | Leopold I.              | 1308 - 1326                          | Katarina Savojska (por. 1315) | Brat Friderika Lepega, s slednjim tudi sovladal. |
| |          | Albreht II. Avstrijski  | 1364 - 1365                          | Johana Pfirt (por. 1324) | Sin Albrehta I., hkrati tudi avstrijski in koroški vojvoda ter kranjski mejni grof. Sovladal je z bratom Otom. |
| |          | Oto IV. Avstrijski      | 1364 - 1365                          | Elizabeta Bavarska (por. 1325) | Brat Albrehta II., hkrati tud avstrijski in koroški vojvoda ter kranjski mejni grof. Sovladal je z bratom Albrehtom II. |
| |          | Rudolf IV. Ustanovitelj | 1364 - 1365                          | Katarina Češka (por. 1357) | Sin Albrehta II., hkrati tudi avstrijski, kranjski in koroški vojvoda ter tirolski grof. |
| |          | Albreht III.            | 1365 - 1379                          | Elizabeta Češka (por. 1366, † 1373) Beatrice Nuremberška (por. 1375)                                                                  | Brat Rudolfa IV., hkrati tudi avstrijski, koroški in kranjski vojvoda ter tirolski grof. Sovladal je z bratom Leopoldom III. |
| |          | Leopold III.            | 1365 - 1386                          | Viridis Visconti (por. 1365) | Začetnik leopoldinske veje Habsburžanov, brat Albrehta III., hkrati tudi avstrijski, koroški in kranjski vojvoda ter tirolski grof. Sovladal je z bratom Albrehtom III.                                                                                                 |
| |          | Viljem                  | 1386 - 15. julij 1406                | Jadwiga Poljska (por. 1385, loč. 1385) (?) Ivana II. Neapeljska (por. 1401)                                                           | Sin Leopolda III., prvi vladar z nazivom vladarjanotranjeavstrijskih dežel, hkrati tudi avstrijski vojvoda in tirolski grof. |
| |          | Ernest Železni          | 15. julij 1406 - 10. junij 1424      | Margareta Pomeranska (por. 1392, † 1407 ali 1410) Cimburga Masovijska (por. 1412)                                                     | Viljemov brat, kot vladar Notranje Avstrije tudi kranjski in koroški vojvoda. |
| |          | Friderik III.           | 10. junij 1424 - 19. avgust 1493     | Eleanora Portugalska (por. 1452, † 1467)                                                                                              | Ernestov sin, sveti rimski cesar, kot vladar Notranje Avstrije tudi kranjski in koroški vojvoda. Do leta 1463 je sovladal z bratom Albertom VI. |
| |          | Albert VI.              | 19. avgust 1493 - 2. december 1463   | Mehthilda Palatinska (por. 1452) | Brat Friderika III. Do svoje smrti leta 1463 je sovladal z bratom Albertom VI. |
| |          | Maksimilijan I.         | 19. avgust 1493 - 12. januar 1512    | Marija Burgundska (por. 1477, † 1482) Ana Bretanska (por. 1490, raz.1492) Bianka Marija Sforza (por. 1494, † 1510)                    | Edini preživeli sin Friderika III., sveti rimski cesar, avstrijski nadvojvoda. |
| |          | Karel V.                | 12. januar 1512 - 21. april 1521     | Izabela Portugalska (por. 1526, † 1539)                                                                                               | Maksimilijanov vnuk, sveti rimski cesar, avstrijski nadvojvoda in hkrati tudi španski kralj. |
| |          | Ferdinand I.            | 21. april 1521 - 25. julij 1564      | Ana Jagelo Ogrska (por. 1521, † 1547)                                                                                                 | Brat Karla V., sveti rimski cesar, avstrijski nadvojvoda in hkrati kralj Češke, Hrvaške in Ogrske. |
| |          | Karel II.               | 25. julij 1564 - 10. julij 1590      | Marija Ana Bavarska (por. 1571) | Ferdinandov sin, nadvojvoda Notranje Avstrije. |
| |          | Ferdinand II.           | 10. julij 1590 - 15. februar 1637    | Eleonora Gonzaga (por. 1622) | Sin Karla II., sveti rimski cesar in hkrati tudi češki kralj ter avstrijski nadvojvoda. Leta 1619 podeduje posestva vseh habsburških vej. |
| |          | Ferdinand III.          | 15. februar 1637 - 2. april 1657     | Marija Ana Španska (por. 1631, † 1646) Marija Leopoldina Avstrijska (por. 1648, † 1649) Eleonora Gonzaga (por. 1651)                  | Sin Ferdinanda II. |
| |          | Leopold I.              | 2. april 1657 - 5. maj 1705          | Marija Terezija Španska (por. 1666, † 1673) Klavdija Felicija Avstrijska (por. 1673, † 1676) Eleonora Magdalena Neuburška (por. 1676) | Sin Ferdinanda III. |
| |          | Jožef I.                | 5. maj 1705 - 17. april 1711         | Vilhelmina Amalija Brunswiška (por. 1696)                                                                                             | Sin Leopolda I. |
| |          | Karel VI.               | 17. april 1711 - 20. oktober 1740    | Elizabeta Kristina Brunswiška (por. 1708)                                                                                             | Brat Jožefa I. |
| |          | Marija Terezija         | 20. oktober 1740 - 29. november 1780 | Franc I., svetorimski cesar (por. 1736, † 1765)                                                                                       | Hči Karla VI. Njen zakon s Francem I. pomeni začetek Habsburško-Lotarinške rodbine. Med svojo vladavino je uveljavila mnogo reform na področju šolstva in tlačanstva. Od leta 1765 naprej je sovladala s sinom Jožefom II.                                              |
| S poroko Marije Terezije Habsburške in Franca I. Štefana Lotarinškega se vzpostavi rodbina Habsburško-Lotarinških |          |                         |                                      | | |
| |          | Jožef II.               | 1765 - 20. februar 1790              | Izabela Burbonsko-Parmska (por. 1760, † 1763) Marija Jožefa Bavarska (por. 1765, † 1766)                                              | Sin Marije Terezije. Na oblast je prišel kot njen sovladar in je nadaljeval njene reforme. |
| |          | Leopold II.             | 30. september 1790 - 1. marec 1792   | Marija Luiza Španska (por. 1765) | Sin Marije Terezije in brat Jožefa II. |
| |          | Franc I.                | 1. marec 1792 - 2. marec 1835        | Marija Terezija Siciljska († 1807) Marija Ludovika Modenska (por. 1808, † 1816) Karolina Avgusta Bavarska (por. 1816)                 | Sin Leopolda II., zadnji svetorimski in prvi avstrijski cesar. V času njegove vladavine je bila Koroška med leti 1809 in 1813 del Ilirskih provinc, posebne enote Francoskega cesarstva, zatem pa še del Ilirskega kraljestva v okviru Avstrijskega cesarstva.          |
| |          | Franc I.                | 1. marec 1792 - 2. marec 1835        | Marija Terezija Siciljska († 1807) Marija Ludovika Modenska (por. 1808, † 1816) Karolina Avgusta Bavarska (por. 1816)                 | Sin Leopolda II., zadnji svetorimski in prvi avstrijski cesar. V času njegove vladavine je bila Koroška med leti 1809 in 1813 del Ilirskih provinc, posebne enote Francoskega cesarstva, zatem pa še del Ilirskega kraljestva v okviru Avstrijskega cesarstva.          |
| |          | Ferdinand I.            | 2. marec 1835 - 2. december 1848     | Marija Ana Sardinska (por. 1831) | Sin Franca I., zaradi duševne zaostalosti med revolucijami leta 1848 odstopi v korist svojemu nečaku Francu Jožefu. |
| |          | Franc Jožef             | 2. december 1848 - 21. november 1916 | Elizabeta Bavarska (por. 1854, † 1898)                                                                                                | Nečak Ferdinanda I., najdlje vladajoči kranjski vojvoda. Leta 1849 razpusti Ilirsko kraljestvo. |
| |          | Karel I.                | 21. november 1916 - november 1918    | Cita Burbonsko-Parmska (por. 1911) | Pranečak Franca Jožefa, zadnji kranjski vojvoda. |

## Pretendenti
Karel I. je po ukinitvi monarhije postal pretendent odpravljenih vladarskih nazivov, med drugimi tudi naziva štajerskega vojvode. Trenutni pretendent je Karlov vnuk, Karl von Habsburg.
| Slika | Grb | Ime               | Na položaju                   | Zakonec                                                                                           | Opombe |
| ----- | --- | ----------------- | ----------------------------- | ------------------------------------------------------------------------------------------------- | --- |
|       |     | Karel I.          | november 1918 - 1. april 1922 | Cita Burbonsko-Parmska (por. 1911)                                                                | Do svoje smrti leta 1922 je izvedel nekaj poskusov obnovitve monarhije. Leta 2004 ga je papež Janez Pavel II. razglasil za blaženega, njegova žena Cita pa ima od leta 2009 naziv Božje služabnice. |
|       |     | Otto von Habsburg | 1. april 1922 - 4. julij 2011 | Regina von Habsburg (por. 1951)                                                                   | Sin Karla I. Zaradi antinacističnih načel in želje po preprečitvi anschlussa je bil v Nacistični Nemčiji razglašen za sovražnika. Med procesom slovenske osamosvojitve je samostojnost Slovenije odločno zagovarjal in mlado državo med desetdnevno vojno tudi obiskal. Med leti 1973 in 2004 je bil predsednik Panevropske unije. |
|       |     | Karl von Habsburg | 4. julij 2011 - danes         | Francesca Thyssen-Bornemisza (por. 1993, loč. 2017) Christian Nicolau de Almeida Reid (por. 2022) | Ottov sin, nekdanji poslanec Evropskega parlamenta. |